# قرار مجلس الأمن التابع للأمم المتحدة رقم 1162
قرار مجلس الأمن التابع للأمم المتحدة رقم 1162، المتخذ بالإجماع في 17 نيسان / أبريل 1998، بعد الإشارة إلى القرارين 1132 (1997) و1156 (1998) بشأن الحالة في سيراليون، أذن المجلس بنشر 10 موظفين للاتصال العسكري واستشاري الأمن التابعين للأمم المتحدة للتحقق من الوضع في البلاد.
ورحب مجلس الأمن بالجهود التي يبذلها رئيس سيراليون أحمد تيجان كبه لإعادة السلام والاستقرار والحكم. وقام المراقبون من الجماعة الاقتصادية لدول غرب أفريقيا والأمم المتحدة بدور هام. ويخول القرار نشر ما يصل إلى 10 اتصال وأمن موظفي الاستشاري لمدة تصل إلى 90 يوما تحت سلطة المبعوث الخاص للأمين العام للتقرير عن الوضع العسكري، ولمساعدة مجموعة المراقبة التابعة للجماعة الاقتصادية لدول غرب إفريقيا وتصميم خطة نزع السلاح. وسيصدر قريباً قرار بشأن نشر قوات الأمم المتحدة، بما في ذلك مراقبو حقوق الإنسان، بعد تعزيز مكتب المبعوث الخاص في العاصمة فريتاون.
وأخيراً، تم حث الدول الأعضاء على تقديم المساعدة الإنسانية إلى سيراليون بعد توجيه نداء، والمشاركة في إعادة إعمار البلد والمساهمة في صندوق استئماني أُنشئ لدعم عمليات حفظ السلام في سيراليون.

## روابط خارجية
- نص القرار في undocs.org